# Claudia Piñeiro
Pour les articles homonymes, voir Piñeiro.
Œuvres principales
Elena Knows
Claudia Piñeiro, née à Burzaco en 10 avril 1960 , est une écrivaine argentine.

## Œuvres traduites en français
- Les Veuves du jeudi, [« Las viudas de los jueves »], trad. de Romain Magras, Arles, France, Actes Sud, coll. « Lettres latino-américaines », 2009, 314 p.  (ISBN 978-2-7427-8370-0)
- Elena et le roi détrôné, [« Elena sabe »], trad. de Claude Bleton, Arles, France, Actes Sud, coll. « Lettres latino-américaines », 2010, 171 p.  (ISBN 978-2-7427-9448-5)[1]
- Bétibou, [« Betibú »], trad. de Romain Magras, Arles, France, Actes Sud, coll. « Lettres latino-américaines », 2013, 448 p.  (ISBN 978-2-330-01418-6)
- À toi, [« Tuya »], trad. de Romain Magras, Arles, France, Actes Sud, coll. « Lettres latino-américaines », 2015, 192 p.  (ISBN 978-2-330-04833-4)
- Une chance minuscule, [« Una suerte pequeña »], trad. de Romain Magras, Arles, France, Actes Sud, coll. « Lettres latino-américaines », 2017, 256 p.  (ISBN 978-2-330-07537-8)

## Adaptations cinématographiques
- Elena et le roi détrôné est adapté au cinéma dans le film L'Intime Conviction d'Elena (Elena sabe) réalisé par Anahí Berneri et sorti en 2023.